# 奧克帕克海茨 (明尼蘇達州)
奧克帕克海茨（英語：Oak Park Heights）是一個位於美國明尼蘇達州華盛頓縣的城市。

## 人口
根據2020年美國人口普查的數據，奧克帕克海茨的面積為8.66平方千米，當中陸地面積為7.58平方千米，而水域面積為1.08平方千米。當地共有人口4849人，而人口密度為每平方千米560人。